# میستیک (آیووا)
میستیک (به انگلیسی: Mystic) شهری در ایالت آیووا کشور ایالات متحده آمریکا است. جمعیت این شهر در سرشماری سال ۲۰۱۰ میلادی، ۴۲۵ نفر اعلام شده است.